# 알로퓨리놀
알로퓨리놀(allopurinol, 상표명: Zyloprim 등)은 고요산혈증을 대상으로 사용되는 약물이다. 특히 통풍을 예방하고, 특정한 유형의 신장결석을 예방하며 화학요법으로 발생할 수 있는 고요산혈증에 대항하여 사용된다. 구강 또는 정맥 주사를 통해 투여된다.
구강으로 복용 시 나타나는 일반적인 부작용으로는 가려움과 발진이 있다. 주사를 통한 투여로 인한 일반적인 부작용으로는 구토와 신부전이 포함된다. 역사적으로 권장된 것은 아니지만 통풍 발발 중에 알로퓨리놀의 복용을 시작하는 것은 안전한 것으로 간주된다. 이 약물을 이미 투여받고 있는 사람의 경우 급성 통풍 시에도 계속하는 것이 좋다. 임신 중 위험이 있는 것으로 보이지는 않으나 이에 대한 연구는 잘 이루어져 있지 않다. 알로퓨리놀은 크산틴 옥시다제 억제제계 약물에 속한다.
알로퓨리놀은 1966년 미국에서 의학용으로 승인되었다. 의료제도에 필수적인 가장 효과적이고 안전한 의약품 목록인 WHO 필수 의약품 목록에 등재되어 있다. 알로퓨리놀은 제네릭 의약품으로 구매가 가능하다. 개발도상국의 도매가는 1개월 기준 약 US$0.81–3.42이다. 같은 기간 기준으로 미국의 치료 비용은 $25 미만이다. 2016년, 이 의약품은 15백만 건 이상의 처방과 더불어 미국에서 52번째로 많이 처방을 받은 약물이었다.